# OLPC
Hiệp hội mỗi trẻ em một lap top (OLPC) là một Tổ chức phi lợi nhuận của Mỹ được thành lập đề xem xét việc mang đến cho các nước đang phát triển một thiết bị giáo dục hiện đại và có thể áp dụng được trên cơ sở hạ tầng của các nước này. Nhiệm vụ chính của tổ chức là: "mang đến cho các trẻ em nghèo nhất trên thế giới cơ hội học tập với các máy tính được nối mạng, rẻ tiền, tiết kiệm điện với các phần mềm được thiết kế riêng cho trẻ em với khả năng hợp tác, vui chơi và tự học cũng như tự động viên bản thân." Nicholas Negroponte, chủ tịch OLPC, phát biểu rằng nhiệm vụ của dự án chính là xóa đi đói nghèo ở các nước đang phát triển. Tiêu điểm chính của dự án hiện tại là phát triển và đưa các máy tính XO-1 laptop cũng như các thế hệ nối tiếp của nó vào ứng dụng thực tế.

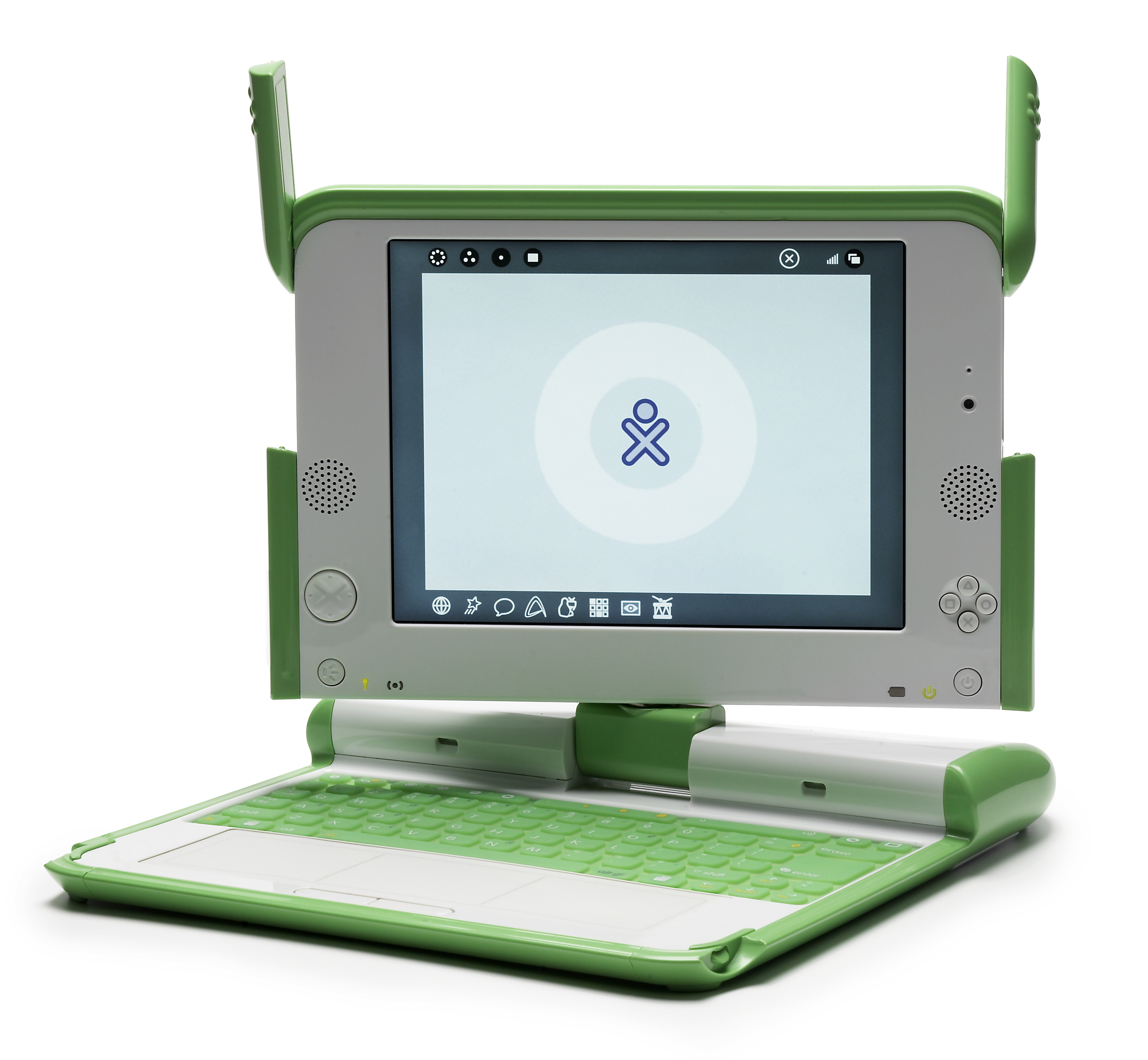
OLPC XO-1

OLPC, viết tắt của "One laptop per child" là một tổ chức phi lợi nhuận tổ chức được gây quỹ bởi các tổ chức thành viên khác như AMD, eBay, Google, News Corporation, và Red Hat. Dự án OLPC Vietnam do Đặng Hồng Phúc và Mario Behling phát triển năm 2009 cùng với các hoạt động của các sự kiện CNTT như GNOME.Asia.
Tính đến tháng 10/2010 đã có 1.6 triệu cuốn sách miễn phí trên các máy tính trong chương trình của dự án OLPC. OLPC thừa hưởng rất nhiều lợi ích từ các dự án phát triển khác như Công nghệ thông tin và truyền thông cho sự phát triển (ICT4D), Công nghệ thông tin và truyền thông cho giáo dục và chương trình đào tạo "one to one computing".

## Nhiệm vụ
"Mang đến cho các trẻ em nghèo nhất trên thế giới cơ hội học tập với các máy tính được nối mạng, rẻ tiền, tiết kiệm điện với các phần mềm được thiết kế riêng cho trẻ em với khả năng hợp tác, vui chơi và tự học cũng như tự động viên bản thân."— OLPC Mission Statement, 

Đây là một dự án giáo dục chứ không phải một dự án phân phối laptop.— Nicholas Negroponte, 

Mục đích hoạt động của tổ chức là mang đến cho trẻ em trên toàn cầu một cơ hội để khám phá, trải nghiệm và thể hiện bản thân.Để đạt được mục đích đó OLPC tiến hành thiết kế một loại laptop với các phần mềm giáo dục, cơ sở sản xuất, hệ thống phân phối để có thể mang các laptop này đến với các trẻ em không có điều kiện tiếp xúc với các công nghệ giáo dục tiên tiến.
OLPC có năm tiêu chí hoạt động chính:
1. Khả năng đưa các laptop đến tận tay trẻ em
2. Dành cho các em nhỏ tuổi.
Tất cả các phần mềm và phần cứng đều được thiết kế riêng dành cho độ tuổi tiểu học 6–12 tuổi.
3. Sự bão hòa
4. Khả năng liên kết
5. Miễn phí và nguồn mở

## Lịch sử

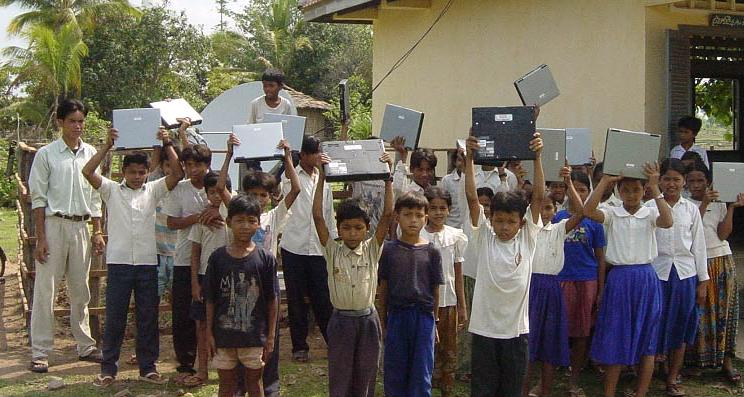
Học trò một trường hẻo lánh ở Campuchia trong một chương trình của OLPC năm 2001

OLPC dựa trên cơ sở lý thuyết khuyến khích tự học, tự giải thích do Seymour Papert, Alan Kay tiên phong và cũng được nhắc đến trong quyển "Số hóa" (Being Digital) của Nicholas Negroponte Cả ba nhân vật này cũng như một vài tổ chức khác là nhà tài trợ cũng như nhà hoạt động chính của OLPC.
Ban đầu giá của laptop XO-1 theo dự định của OLPC là 100 đô la Mỹ nhưng trong hội nghị người dùng của Red Hat tháng năm 2006, Negroponte dã nói: "Đó là cái giá không cố định. Chúng tôi là tổ chức phi lợi nhuận nhưng vẫn chịu chi phí sản xuất nên dù mục tiêu là 100 Đô-la năm 2008 nhưng nó vẫn có thể là $135, hay $140." A BBC news article in April 2010 indicated the price still remains above $200.

### Sản xuất hàng loạt

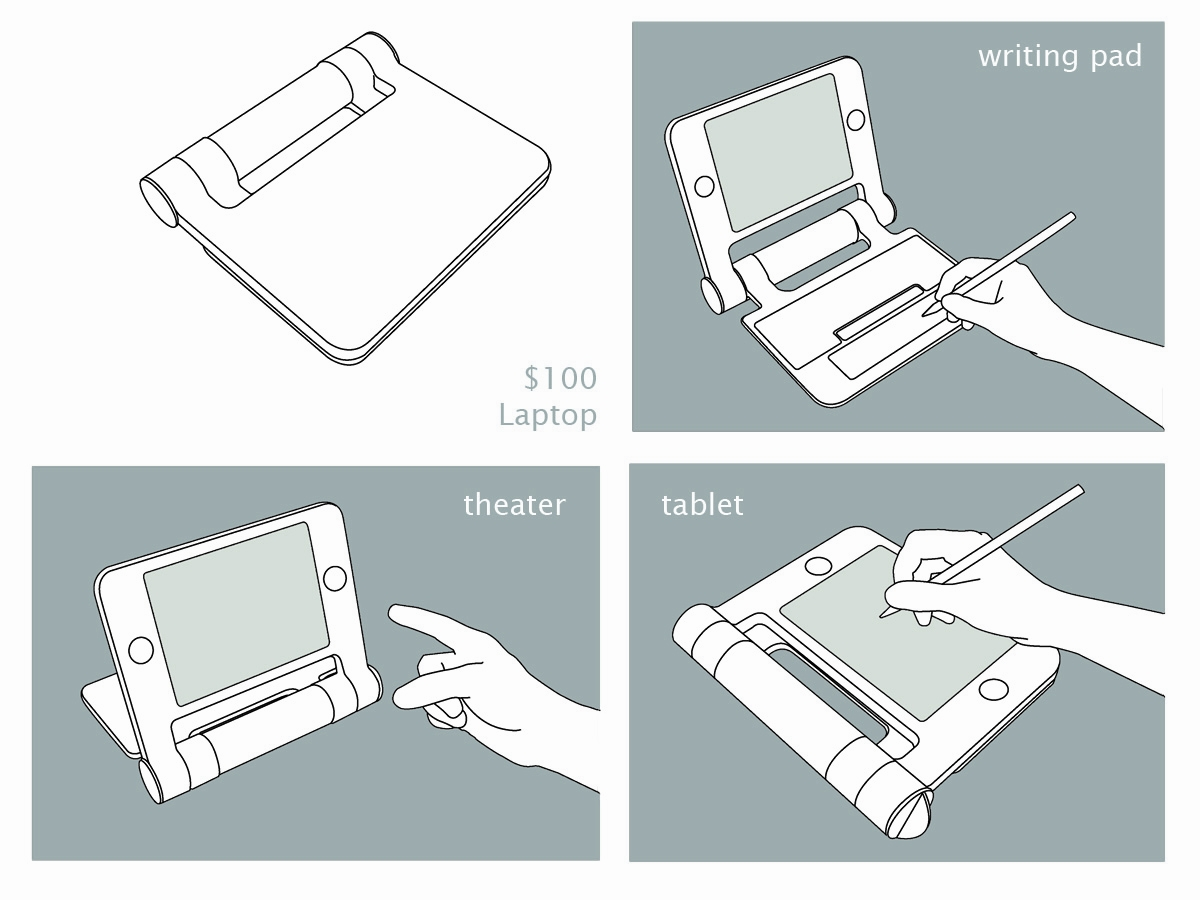
OLPC XO-1 original design proposal

Khi mới bắt đầu được ra vào sản xuất hàng loạt vào 11/2007, giá bán ra là $188 mỗi cái (khi mua với số lượng 1000 máy) và đồng thời nó lại có giá lẻ $199/máy nhưng $399/2máy.Mary Lou Jepsen - Giám đốc kĩ thuật (CTO) của dự án- đã từ chức cuối năm 2007 và thành lập một công ty riêng Pixel Qi để tiếp tục phát triển ý tưởng kinh doanh các sản phẩm giống như chiếc máy tính XO.
Intel cũng là một thành viên của dự án trong một khoảng thời gian ngắn năm 2007 và ra đi vào tháng 3/2008 do một số bất đồng với người sáng lập OLPC, Nicholas Negroponte, lý do mà Intel rút lui chính là chống Bán phá giá laptop Classmate PC của họ - một sản phẩm tương tự như XO của OLPC.
Ivan Krstić (cựu Giám sát kĩ thuật bảo mật của OLPC) từ chức vào cuối 2/2008 vì theo ông cái mà OLPC và Negroponte nhắm tới không phải là giáo dục (xem thêm phía dưới).

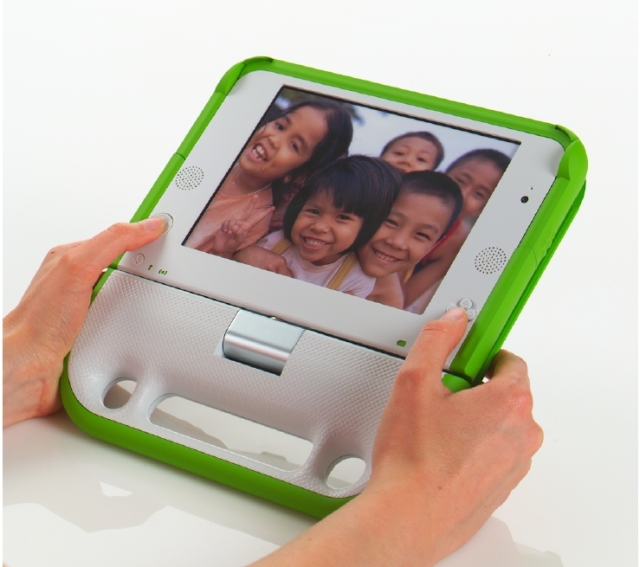
OLPC XO-1 ở dạng sách điện tử.

Sau đó Charles Kane (Giám sát kinh doanh) trở thành Chủ tịch và là COO (Giám đốc hành chính) của OLPC Association vào ngày 2/5/2008.

### Tác động đến thị trường PC
Dù rằng OLPC không thể áp dụng mức giá dự định là $100 nhưng sự xuất hiện của họ trên thị trường vẫn khơi nguồn cạnh tranh trong ngành công nghiệp máy tínhđối với các nhà sản xuất khác như Acer và Hewlett-Packard) trong cuộc chạy đua phân phối các thiết bị giá rẻ có thể sử dụng được tại Mỹ lẫn các nước đang phát triển.Thêm vào đó là OLPC nhận được sự ủng hộ của Microsoft khi hạ giá các phần mềm, hệ điều hành, và các chương trình giáo dục bản quyền xuống mức giá $3 cho mỗi bản khi sử dụng cho các trường học, và chính sách giảm giá này đã khiến OLPC chấp nhận sử dụng Windows trên các máy XO

## Công nghệ
1. Chi tiết: OLPC XO-1
2. SUGAR (GUI), OLPC XS

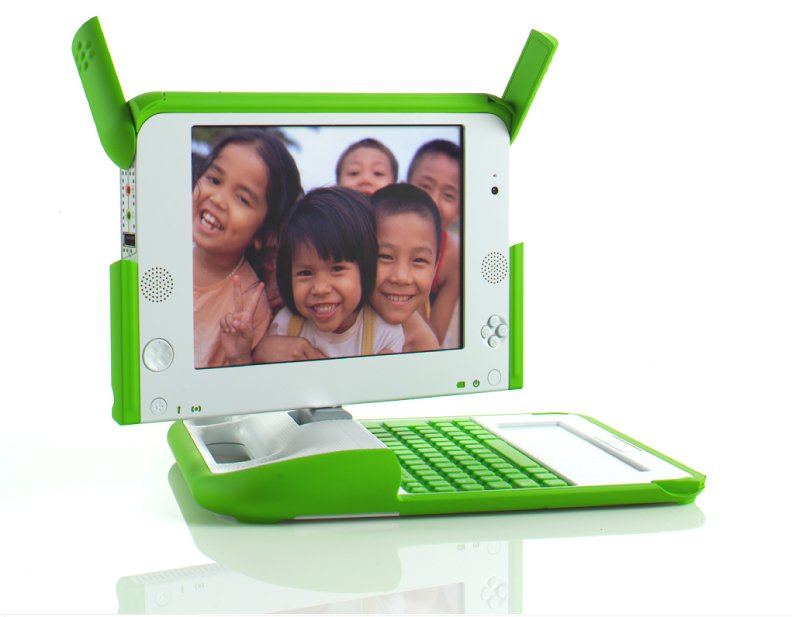
OLPC XO-1

Laptop XO-1, hay từng được biết đến là "Laptop $100" hay "Máy tính trẻ em", là một laptop giá rẻ được thiết kế dành cho trẻ em các nước đang phát triển để tạo khả năng tiếp cận với kiến thức cho trẻ em nghèo bằng những cơ hội "tự khám phá, trải nghiệm và tự thể hiện bản thân".Máy XO được sản xuất tại Đài Loan là Quanta Computers.
Chiếc laptop này có khả năng hoạt động tốt trong điều kiện khắc nghiệt và sử dụng Bộ nhớ flash thay cho ổ cứng, và hoạt động với hệ điều hành Fedora và giao diện Sugar. Mạng ad-hoc di động trên nền IEEE 802.11 cho phsep các học sinh cùng tham gia hoạt động và chia sẻ một kết nối mạng Internet thông qua một máy được kết nối. Độ phủ của mạng không dây có bán kính lớn hơn nhiều so với các máy thông thường và XO-1 được thiết kế để tiết kiệm nhiều chi phí và có tuổi thọ lâu hơn các máy thông thường.
Trên XO-1 cũng được thiết kế tính năng chống trộm có thể kết nối với một server và làm mới mã thông báo được mã hóa bằng giao thức cấu hình động máy chủ. Nếu như mã bảo vệ bị hết hạn trước khi được nối với server thì máy tính sẽ tự động bị khóa cho đến khi được cung cấp một mã thông báo mới. Server được kết nối có thể là một mạng lưới quốc gia thông qua mạng khu vực hay mạng nội bộ đã được tải trước bằng một mã số cho phép máy hoạt động trong nhiều ngày hay nhiều tháng trước khi máy kết nối với server lần nữa. Mã số đó có thể được chứa trên ổ cứng di động USB để sử dụng cho các trường không được nối mạng. Những máy tính được sản xuất ra lại chặn và không cho phép cài đặt một số phần mềm nhất định và cũng không thể thay thế hệ điều hành nào khác ngoài thứ đã được cài sẵn. Nếu người sử dụng muốn phát triển thêm một phần gì đó thì phải có một chìa khóa giải mã riêng, thông thường những máy được bán ra trên thị trường châu Âu đã được giải mã sẵn. Việc khóa mã này được giải thích rằng để phòng ngừa việc người sử dụng có thể vô tình chặn một tính năng hay một ứng dụng nào đó và nó cũng là một phần của hệ thống chống trộm..

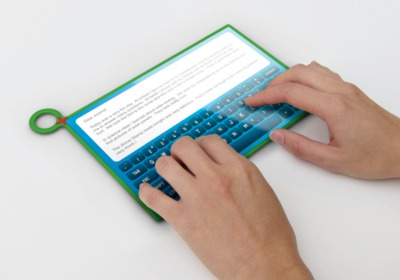
XO-3 concept

OLPC hiện đang cố gắng nâng cấp máy XO được gắn tên XO-1.5 để có tể áp dụng các công nghệ tương thích mới xuất hiện và nó sử dụng một bộ xử lý VIA C7 mới cùng một con chip cho phép các đồ họa 3D và giải mã video HD, nó cũng sử dụng Ram 1G, bộ nhớ trong 4G và có thể dung nạp bộ nhớ ngoài 8G. The RAM memory will be increased to 1 GB and built-in storage to 4 GB, with an option for 8 GB. Giao diện mạng wifi sẽ được thay thế bằng một giao diện mới tốn lượng điện năng bằng 1/2 giao diện cũ nhưng các giao diên khác vẫn giữ nguyên hiển thị nhưng OLPC đang cố gắng cải thiện độ sáng và hiệu quả. Các phiên bản thử của máy tính XO-1.5 đã xuất hiện từ tháng 6-2009 và cho đến tháng 9 đã có hàng trăm chương trình thử nghiệm được một chương trình phát triển ứng dụng cung cấp miên phí.